# Theme Hospital
Vous pouvez aider à l'améliorer ou bien discuter des problèmes sur sa page de discussion.
- Il fait référence à des sources qui ne semblent pas présenter la fiabilité et/ou l'indépendance requises. Vous pouvez aider, soit en recherchant des sources de meilleure qualité pour étayer les informations concernées, soit en attribuant clairement ces informations aux sources qui semblent insuffisantes, ce qui permet de mettre en garde le lecteur sur l'origine de l'information. (Marqué depuis février 2024)

- Archive Wikiwix
- Bing
- Cairn
- DuckDuckGo
- E. Universalis
- Gallica
- Google
- G. Books
- G. News
- G. Scholar
- Persée
- Qwant
- (zh) Baidu
- (ru) Yandex
- (wd) trouver des œuvres sur Wikidata

Vous pouvez aider à l'améliorer ou bien discuter des problèmes sur sa page de discussion.
- Il n’est pas rédigé dans un style encyclopédique. (Marqué depuis avril 2022)
- Il doit être recyclé. La réorganisation et la clarification du contenu sont nécessaires. (Marqué depuis avril 2022)

Theme Hospital est un jeu vidéo de gestion développé par Bullfrog et édité par Electronic Arts en 1997 sur PC. Le joueur conçoit et gère un hôpital privé dans le but de guérir les patients de maladies comiques fictives. Le jeu est le successeur de Theme Park, également produit par Bullfrog. Le jeu est remarqué pour son humour et contient de nombreuses références à la culture pop.
Peter Molyneux et James Leach ont l'idée de créer un jeu thématique basé sur un hôpital, mais Molyneux n'est pas directement impliqué dans le développement en raison de son travail sur Dungeon Keeper. À l'origine, les concepteurs prévoient d'inclure quatre modes de jeu distincts correspondant à des périodes historiques, mais cela est abandonné en raison des contraintes de temps sur l'équipe. Le support multijoueur avec jusqu'à quatre joueurs est ajouté dans un patch. Le jeu a reçu une réception généralement positive, avec des critiques louant le graphisme et l'humour en particulier. Thème Hospital est un succès commercial, vendu à plus de 4 millions d'exemplaires dans le monde entier, et est porté sur la PlayStation en 1998. Une version de Sega Saturn était en développement, mais annulée. Le jeu est réédité sur GOG.com en 2012 et Origin en 2015, et la version PlayStation est publiée sur le PlayStation Network en Europe en 2008, au Japon en 2009 et en Amérique du Nord en 2010. Des tentatives sont faites avec le développement de remakes open-source tels que CorsixTH.

## Système de jeu
Theme Hospital est un jeu de gestion en trois dimensions en vue objective à perspective isométrique. Le jeu a un sens de l'humour un peu sombre, similaire à celui de son prédécesseur, Theme Park.
Le joueur commence une partie avec un hôpital vide. Avant l'arrivée des premiers patients, le joueur dispose d'un temps limité afin de pourvoir préparer l'hôpital. Il doit construire des salles, agencer les couloirs, ainsi que recruter du personnel et allouer les budgets. Au cours de la partie, le joueur doit gérer les finances, les équipements et le personnel du bâtiment hospitalier où affluent des porteurs de maladies loufoques telles que l'hyperlangue (langue pendante à raccourcir au taille-langue), l'invisibilité (à soigner à la pharmacie), le syndrome du King (un psychiatre devra convaincre le patient qu'il n'est pas Elvis Presley), etc.
Pour gagner le niveau en cours, le joueur doit remplir un ensemble de conditions ; les plus courantes concernent le niveau de réputation de l'hôpital, le montant de la trésorerie, la valeur de l'établissement, ou le pourcentage de personnes soignées. Parfois, un critère supplémentaire conditionne la réussite : par exemple, tous les médicaments doivent atteindre un taux minimum d'efficacité de 80 %. Un bilan de fin d'année récompense les progrès du joueur et sanctionne ses manquements. Il y a au total 12 niveaux à remporter, chaque hôpital étant nommé d'après le nom d'un ordinateur célèbre issu de films, de séries télévisées ou de bandes dessinées.

### Personnel
Il existe quatre catégories d'employés. Tout d'abord, l'agent de maintenance répare les machines, nettoie l'hôpital et arrose les plantes. Ensuite, la réceptionniste accueille et oriente les nouveaux arrivants. Puis, l'infirmière effectue les diagnostics et traitements les plus courants. Enfin, le médecin réalise les diagnostics et les traitements plus complexes, se charge de la recherche, et forment ses confrères moins qualifiés. Le médecin peut posséder jusqu'à trois spécialisations (chirurgie, psychiatrie, recherche) ainsi que trois niveaux de formation (d'interne à consultant). Par ailleurs, un médecin (non consultant) peut acquérir une spécialité par l'intermédiaire de la salle de formation lorsque le consultant dirigeant les cours est lui-même titulaire d'une ou plusieurs spécialités.
Tous les employés possèdent une habilité et une conscience professionnelle variables qui les font travailler plus ou moins vite, et plus ou moins bien. Le salaire d'un employé est souvent proportionnel à sa compétence, et une prime ou une augmentation font remonter leur moral, qui varie en fonction des conditions d'exercice.

### Salles
Le joueur a la possibilité de construire des salles tel que des bureaux de généraliste, des salles psychiatriques, des blocs opératoires, des pharmacies, etc. en sélectionnant l'étendue de la salle dans le bâtiment puis en plaçant les divers éléments constituant la salle (fenêtres, porte, matériels spécifiques et des accessoires optionnels). 
Toutes les salles ne sont pas disponibles à chaque niveaux et certaines doivent être débloquées en cours de niveaux. 
En dehors des salles, le joueur peut également installer des objets tels que des bancs, des extincteurs, des plantes, des distributeurs de soda, des radiateurs, etc. dans les espaces de couloir.

### Soins
Le joueur doit simultanément : 
- établir l'organisation générale (exemples : charge de travail du personnel, niveau de précision des diagnostics, etc.) ;
- acheter des bâtiments supplémentaires pour agrandir ses locaux ;
- construire et aménager de façon optimale les différentes salles (diagnostics, traitements, pharmacie, bloc opératoire, toilettes, salle de formation, salle de repos du personnel, etc.) ;
- aménager les couloirs de façon à optimiser le confort et les temps de trajet des patients ;
- définir les priorités de la recherche (nouveaux outils de diagnostics ou de traitement, amélioration de l'efficacité des médicaments, augmentation des performances de l'équipement) ;
- former ses médecins.

Le joueur devra étudier les règles qui régissent les parcours de soin et les règles spécifiques à chaque étape ; par exemple, dans un cabinet de médecin généraliste, le docteur consulte systématiquement son armoire à dossiers avant d'ouvrir la porte au malade, qui s'assoit alors sur une chaise ; plus cette armoire et cette chaise seront proches de la porte, plus le temps de la consultation sera réduit.
Le joueur devra aussi surveiller les paramètres qui influencent l'humeur du personnel ou des patients : des radiateurs permettront de régler la température et éviteront des plaintes liées au chaud ou au froid excessif, des plantes vertes purifieront l'atmosphère et éviteront l'apparition trop fréquentes d'épidémies, des distributeurs de boissons permettront aux patients de se désaltérer, etc.

### Évènements aléatoires
Différents évènements obligent le joueur à réagir rapidement, voire en temps limité :
- une personnalité visite l'hôpital et émet un avis sur l'aménagement général des locaux ;
- un accident provoque un afflux de malades qui devront être traités en temps limité ;
- une épidémie se déclare dans l'hôpital ; si le problème n'est pas signalé aux autorités, le joueur doit traiter les patients, d'abord en indiquant aux infirmières les patients à vacciner, puis en soignant les malades ;
- des tremblements de terre endommagent, voire détruisent, les machines ; une salle contenant une machine détruite est inutilisable ;
- la chaudière de l'hôpital commence à mal fonctionner ce qui entraine un mécontentement général.

## Développement
Theme Hospital est développé par Bullfrog Productions. Ce studio de développement britannique est co-fondé par Peter Molyneux et Les Edgar (en) en 1987. Le jeu Theme Park sort en 1994 et connaît un véritable succès tant commercial que critique. Bullfrog décide d'élaborer une suite. Le jeu a pour thème le monde hospitalier avec une approche ludique et humoristique.

### Conception
À l'origine, Peter Molyneux et James Leach, alors journaliste, se rencontrent lors d'un déjeuner ; le premier souhaitant livrer une démo de Theme Park au second. Au cours de leur entrevue, James suggère d'autres thèmes amusants à gérer tels qu'une mine, une carrière, une prison ou un hôpital. Peter retient le jeu thématique basé sur un hôpital, mais Molyneux n'est pas directement impliqué dans le développement en raison de son travail sur Dungeon Keeper, une autre production de Bullfrog.
Peter charge Mark Webley de diriger le projet. Auparavant, Mark dirigeait un service chargé de convertir les jeux Bullfrog vers d'autres formats si bien qu'il est novice dans la conception de jeux originaux. En outre, l'intitulé du jeu est choisi par Webley parmi une liste de noms dressée par Molyneux.
Gary Carr, spécialisé dans les graphismes, travaillait pour Bullfrog avant qu'il ne quitte la société pour rejoindre The Bitmap Brothers estimant que Theme Park n'aura pas de succès. Toutefois, il rejoint à nouveau à Bullfrog et pense alors travailler sur Dungeon Keeper. Cependant, Peter Molyneux le charge de l'élaboration artistique de Theme Hospital.
Mark Webley et Gary Carr ont initialement passé de nombreuses heures au sein du Royal Surrey County Hospital (en), un hôpital situé à la périphérie de Guildford en Angleterre afin de trouver de l'inspiration dans la création artistique du jeu. Ils jugent cette approche décevante car ils estiment qu'ils ont « découvert que les hôpitaux sont vraiment ennuyeux » à cause de l'environnement monotone du bâtiment. Aussi, ils écrivent à la direction de l'hôpital pour effectuer une visite officielle des lieux, mais celle-ci souhaite en contrepartie un pourcentage sur les bénéfices du jeu ce que les deux hommes ne peuvent accepter, si bien que la négociation n'aboutit pas. Néanmoins, Mark et Gary s'adressent à un second hôpital, le Frimley Park Hospital (en) à Frimley, qui accepte leur démarche. Les deux hommes et leur guide parcourent l'établissement et assistent même à une opération chirurgicale de la colonne vertébrale. L'expérience est gratifiante bien qu'éprouvante. En effet, ils se rendent compte que leur projet ne doit pas être réaliste et l'idée d'inventer des maladies est proposée au studio par Gary, laquelle est acceptée à la suite d'un vote organisée au sein de l'équipe. C'est toujours dans cette volonté d'être loin du réel que les graphismes sont délibérément conçus dans un style « cartoonesque ». James Leach est entre-temps engagé chez Bullfrog et rejoint Mark et Gary au cours des premières étapes de la création du jeu.
Le studio ne souhaite pas être politique et il craint de créer un jeu sur le système de santé publique britannique qui privilégie la santé des patients. Au contraire, le jeu impose au joueur de maximiser les profits en considérant l'hôpital comme une entreprise.
L'équipe entreprend de créer un jeu stimulant en confrontant le joueur à des situations d'urgence variées (par exemple, un séisme, la venue d'un VIP, l'arrivée massive de multiples victimes, etc.).

### Équipe
- Programmation : Andy Bass, Gary Carr, Matthew Chilton, Adam Coglan, Wayne Imlach, Jon Rennie, Jo Rider, Matt Sullivan, Rajan Tande, Mark Webley, Natalie White
- Programmation additionnelle : Jonathan Barnes, Benjamin Deane, Gary Morgan
- Programmation musique et sons : Tony Cox, Russell Shaw
- Level / Scenario Design : Wayne Imlach, Steven Jarratt, Shin Kanaoya, Natalie White
- Libraries / Utilities : Rik Heywood, Mark Huntley, Mark Lamport, Alex Peters, Ian Shippen
- Graphismes, illustrations : Andy Bass, Jason Brown, Gary Carr, Adam Coglan, John Kershaw, Dee Lee, Jo Rider, Eoin Rogan, Saurev Sarkar, George Svarovsky
- Musique : Jeremy Longley, Adrian Moore, Russell Shaw, Andy Wood
- Production : Rachel Holman
- Documentation : Caroline Arthur, Marco Garcia, Richard Johnston, James Leach, Richard Leach, James Lenoël, Sean Masterson, James Nolan, Jon Rennie
- Producteur : Mark Webley
- Producteur associé : Andrew Nuttall
- Producteur assistant : Stuart Black

## Postérité

### Autres versions

#### PlayStation
Une version PlayStation payante à l'acquisition est rééditée en téléchargement via le PlayStation Network sur PlayStation 3 et PlayStation Portable, le 31 janvier 2008 en Europe.

#### Windows
La version Windows de Theme Hospital est un port Win32 de la version DOS, mais l'affichage, le son, la souris, et le clavier sont gérés par DirectX. Quelques applications DOS sont donc toujours installées (ex. : midiform.exe pour convertir les fichiers MIDI), et la résolution graphique reste faible. En 2015, une version est disponible gratuitement sur Origin en anglais uniquement.

### Suite spirituelle
Une suite spirituelle de Theme Hospital intitulée Two Point Hospital, sort en 2018. Elle est développée par des anciens de Bullfrog Productions.